# Kuszka István
Dr. Kuszka Sámuel István (Túrkeve, 1870. május 13. – Túrkeve, 1958. július 14.) ügyvéd, országgyűlési képviselő, Jász-Nagykun-Szolnok vármegye főispánja.

## Élete
1870-ben született túrkevei református családba, édesapja Kuszka Sámuel (1829–1894), a helyi ipartestület dísztagja és földbirtokos, édesanyja Csontos Eszter (1843–1897). A család és a közeli rokonság fontos szerepet töltött be a város életében. Kuszka István egyik sógora, dr. Czihat Károly (1845–1925) ügyvéd, majd a város polgármestere; másik sógora, Gajzágó Jenő (1859–1923), aki helyi prominens család tagja volt; valamint keresztfia, Kenéz Béla szintén polgármester volt. Kuszkáék Túrkeve mellett Kunszentmártonban is birtokosok voltak.
Középiskoláját Iglóban végezte, az ottani református főgimnáziumban 1881 és 1888 között. Anyanyelvén kívül jól megtanult németül és egy kicsit franciául is. Ezt követően jogot hallgatott Budapesten és Lipcsében, majd 1894-ben megszerezte doktori címét. Még abban az évben Szolnokon mint közigazgatási gyakornok kezdte meg a pályáját. Önkéntes katonai szolgálatát a Császári és Királyi 13. Jász-Kun Huszárezrednél töltötte, tartalékos huszárhadnagyi rangjáról 1904-ben mondott le.
Már 1895-ben szolgabíróvá választották, majd két év múlva az akkor megüresedett árvaszéki ülnöki pozíciót nyerte el. 1905-ben egészségügyi okokból kérte korai nyugdíjazását, de a már lezajlott választásokon országgyűlési mandátumot nyert. 1906-ban az újabb választásokon ismét bekerült a parlamentbe. 1917-ben a lemondott Szapáry György helyére az uralkodó főispánná nevezte ki. Ő volt az első főispán, aki a vármegyei tisztviselők közül került a főispáni székbe. Beiktató beszédében legfontosabb feladatnak a mezőgazdaság fejlesztését jelölte meg. Ezt legfőképpen az intenzív művelésben és a szaktudás emelésében látta. Kiemelte az ipar fejlesztésének szándékát is, elmondta, hogy arra kell törekedni, hogy a kisipart és a háziipart ne nyomja el a nagy és központosított gyáripar. Elutasította a kereskedelem központosítását és előtérbe kívánta helyezni a fogyasztási és értékesítési szövetkezetek létesítését és támogatását. Az első világháború miatt folyamatosan romló gazdasági helyzetben azonban az ellátási problémák sokasága nem tette lehetővé, hogy Kuszka megvalósítsa programját. A szinte folyamatos kormányválság alatt sorra mondtak le a különböző tisztségviselők, de Kuszka egészen 1918 novemberéig pozíciójában maradt, ekkor azonban bejelentette lemondását. Lemondását elfogadták, de egyúttal felkérték, hogy az utódlás megoldásáig továbbra is töltse be a főispáni hivatalt. Erre nem kellett sokat várni, december 11-én vált meg hivatalosan székétől.
A tanácsköztársaság alatt túszként elhurcolták Budapestre. Távolléte alatt a román csapatok kifosztották túrkevei birtokát, majd szabadulása után annak rendbetételével, azt követően pedig gazdálkodással foglalkozott. A közügyekben továbbra is élénken részt vett, tagja maradt a törvényhatósági bizottságnak és továbbra is alelnöke volt a vármegyei gazdasági egyesületnek. Ez utóbbinak 1930-ban elnökévé is megválasztották, ám egészségi állapotának romlása miatt e tisztéről 1937-ben lemondott. A Felsőháznak 1927-es megalakulásától póttagja, majd Borbély György helyett 1932-tól tényleges tagja lett. Itt az igazságügyi, a közoktatási és a földművelésügyi bizottságban is helyet foglalt.
Politikai ténykedése mellett a református egyház életében is részt vett. 1934-től a heves-nagykunsági református egyházmegye gondnoka volt. 1945 után 250 holdas birtokát elvették tőle és felosztották. Az indoklás szerint „elmenekült, birtokát elhagyta”, illetve „a felsőháznak örökös tagja volt”. Annak ellenére, hogy a hivatalos indoklás szerint „elmenekült”, a 78 éves kort megélő Kuszka István szülővárosában hunyt el.

### Családja
Népes családból származott, de halotti anyakönyvének tanúsága szerint ő maga sosem házasodott meg.